# Death Rattle
Death Rattle es un sencillo oficial de No Devotion. Es una canción instrumental que fue escrito por Lucas, Stuart, Lee, Jamie, y Mike. Fue usado el tráiler del primer disco.

## Listado de canciones
Todas las canciones escritas y compuestas por No Devotion. 
| N.º | Título         | Duración |  |
| 1.  | «Death Rattle» | 2:53     |  |